# Mamma Mia! (musical)
Este artigo é sobre a peça musical. Para a música, veja "Mamma Mia". Para o filme, veja Mamma Mia! (filme). Para outros significados, veja Mamma Mia (desambiguação).
Mamma Mia! é um musical escrito por Catherine Johnson e dirigido por Phyllida Lloyd, baseado nas canções do grupo pop sueco ABBA, compostas por Benny Andersson e Björn Ulvaeus, ex-integrantes da banda.
Ulvaeus e Andersson estiveram envolvidos no desenvolvimento e produção do musical desde o início e Anni-Frid Lyngstad participou financeiramente da produção e esteve presente em várias estreias do musical pelo mundo. Apenas a loira vocalista e quarta ex-integrante da banda, Agnetha Fältskog, não teve participação na criação ou produção da obra.
O musical inclui, na trilha sonora, grandes sucessos do ABBA como "Super Trouper", "Dancing Queen", "Knowing Me, Knowing You", "Thank You for the Music", "Money, Money, Money", "The Winner Takes It All", "Voulez-Vous", "I Have a Dream" e "SOS", além da canção título. Mais de 42 milhões de pessoas ao redor do mundo já assistiram ao musical, que acumula uma bilheteria total internacional de U$2 bilhões desde sua estreia no West End londrino, em 1999, sendo o financeiramente mais bem sucedido da história

## Antecedentes
A ideia do musical foi da produtora britânica Judy Craymer, que encontrou-se com a dupla Ulvaeus e Andersson em 1983, quando os dois trabalhavam com o diretor Tim Rice na criação do musical Chess. Foi a canção-sucesso da banda The Winner Takes It All que sugeriu à Craymer o potencial das músicas do ABBA para servir de base, como um fio narrativo interligado, a um musical. Os dois compositores não ficaram entusiasmados com a ideia mas também não a descartaram. Em 1997, ela encomendou a confecção de um livro-musical à escritora e roteirista Catherine Johnson e no ano seguinte Phyllida Lloyd foi encarregada da direção do mesmo, criando uma situação incomum, o de três mulheres serem as responsáveis por trás do sucesso de um musical de teatro.

## Sinopse
Mamma Mia! conta a história de Sophie, uma garota de 20 anos prestes a se casar, que vive com a mãe, Donna Sheridan, dona de um pequeno hotel na ilha de Calicos, na Grécia, e que não conhece seu pai. Achando o diário da mãe, descobre que ela teve um relacionamento com três homens diferentes (Sam Carmichael, Bill Andersson e Harry Bright) num curto período de tempo, meses antes de seu nascimento e que pode ser filha de qualquer um dos três. Resolve então convidá-los todos para o casamento  - sem que sua mãe saiba - para tentar descobrir qual deles é seu verdadeiro pai, que nem Donna sabe ao certo, e ter seu desejo, de que ele a leve ao altar, realizado.

## Personagens principais
- Donna Sheridan - dona de um hotel na Grécia e mãe de Sophie.
- Sophie - a filha de Donna que prepara o casamento e quer saber quem é seu pai.
- Sam Carmichael - um arquiteto norte-americano que teve um caso de amor com Donna vinte anos antes.
- Harry Bright - um banqueiro britânico, também caso amoroso de Donna na mesma época, que mais tarde descobriu-se homossexual.
- Bill Austin - um escritor e aventureiro sueco, também um dos antigos amores de Donna.
- Tanya - antiga amiga de Donna, milionária divorciada três vezes, que com ela fazia parte de um trio vocal, Donna and the Dynamos (Donna e as Dínamos, no Brasil).
- Rosie - mulher solteira e despreocupada, a terceira ex-integrante do trio Donna and the Dynamos (Dona e as Dínamos, no Brasil).
- Sky - o noivo de Sophie.

## Números musicais
| Primeiro Ato - Abertura - Orquestra - "Prólogo: I Have A Dream" ("Um Sonho Meu") - Sophie - "Honey, Honey" ("Honey, Honey") - Sophie, Ali e Lisa - "Money, Money, Money" ("Money, Money, Money") - Donna, Tanya, Rosie, Sky, Sophie e o grupo - "Thank You for the Music" ("Eu Agradeço") - Sophie, Sam, Harry e Bill - "Mamma Mia" ("Mamma Mia") - Donna e o grupo - "Chiquitita" ("Chiquitita") - Tanya, Rosie e Donna - "Dancing Queen" ("Dancing Queen") - Tanya, Rosie e Donna - "Lay All Your Love on Me" ("Não Gaste o Sentimento") - Sky, Sophie e o grupo - "Super Trouper" ("Super Trouper") - Donna & the Dynamos (Donna e as Dínamos) - "Gimme! Gimme! Gimme! (A Man After Midnight)" ("Quero! Quero! Quero!") - Sophie, Ali, Lisa e o grupo - "The Name of the Game" ("O Nome Do Jogo") - Sophie e Bill - "Voulez-Vous" ("Voulez-Vous") - o grupo | Segundo Ato - Entr'acte ("Entreato") - o grupo - "Under Attack" ("Eu Tô No Mar") - Sophie e o grupo - "One of Us" ("Um De Nós") - Donna - "S.O.S" ("S.O.S") - Donna e Sam - "Does Your Mother Know" ("Sua Mãe Não Pode Saber") - Tanya, Pepper (Pimenta) e o grupo - "Knowing Me, Knowing You" ("Bom Pra Mim, Pra Você") - Sam - "Our Last Summer" ("O Último Verão") - Harry e Donna - "Slipping Through My Fingers" ("Pelos Meus Dedos") - Donna e Sophie - "The Winner Takes It All" ("Existe Um Vencendor") - Donna - "Take a Chance on Me" ("Acredita Em Mim") - Rosie e Bill - "I Do, I Do, I Do, I Do, I Do" ("É Sim, É Sim, É Sim") - Sam, Donna e o grupo - "I Have a Dream" ("Um Sonho Meu") - Sophie - Bis ("Dancing Queen" ("Dancing Queen") , "Mamma Mia" ("Mamma Mia") e "Waterloo" ("Waterloo")) - o grupo |

## Elenco
| Personagem     | Elenco original de Londres / West End (1999) | Elenco original de Nova York / Broadway (2001) | São Paulo (2010)  | Rio de Janeiro / São Paulo (2023) | São Paulo / Rio de Janeiro (2025)                                                          |
| -------------- | -------------------------------------------- | ---------------------------------------------- | ----------------- | --------------------------------- | ------------------------------------------------------------------------------------------ |
| Donna          | Siobhán McCarthy                             | Louise Pitre                                   | Kiara Sasso       | Cláudia Netto                     | Cláudia Netto                                                                              |
| Sophie         | Lisa Stokke                                  | Tina Maddigan                                  | Pati Amoroso      | Maria Brasil                      | Maria Brasil (SP e RJ - 1ª semana de maio)Giovanna Rangel (RJ - abril e 2ª semana de maio) |
| Sam Carmichael | Hilton McRae                                 | David W. Keeley                                | Saulo Vasconcelos | Sérgio Menezes                    | Sérgio Menezes                                                                             |
| Rosie          | Jenny Galloway                               | Judy Kaye                                      | Andrezza Massei   | Gottsha                           | Gottsha                                                                                    |
| Tanya          | Louise Plowright                             | Karen Mason                                    | Rachel Ripani     | Maria Clara Gueiros               | Maria Clara Gueiros (SP)Totia Meirelles (RJ)                                               |
| Bill Austin    | Nicolas Colicos                              | Ken Marks                                      | Carlos Arruzza    | Renato Rabelo                     | Renato Rabelo                                                                              |
| Harry Bright   | Paul Clarkson                                | Dean Nolen                                     | Cleto Baccic      | André Dias                        | André Dias                                                                                 |
| Sky            | Andrew Langtree                              | Joe Machota                                    | Thiago Machado    | Diego Montez                      | Eduardo Borelli                                                                            |

## Carreira
O musical estreou no West End, Londres, em 6 de abril de 1999, no Prince Edward Theatre. Transferido em 9 de junho de 2004 para o Prince of Wales Theatre, vem sendo apresentado ali desde então. Dirigido por Phyllida Lloyd e coreografado por Anthony Van Laast, o elenco original contou com Shiobhan McCarthy, Lisa Stokke e Hilton McRae, nos papéis principais, entre outros, que também gravaram o álbum original com as músicas da peça.
O segundo país a receber Mamma Mia! foi o Canadá, onde estreou em Toronto em 23 de maio de 2000, no Royal Alexandra Theatre, permanecendo em cartaz por cinco anos, até 22 de maio de 2005.
O musical estreou na Broadway, em Nova York, em 18 de outubro de 2001, depois de fazer temporadas testes em São Francisco, Los Angeles e Chicago. Estreando no Winter Garden Theatre, ele permanece em cartaz no mesmo local pelos últimos dez anos. Uma nova produção foi montada em Las Vegas, em 2003, que durou até 2009. Durante os seis anos em que foi encenado na cidade, Mamma Mia! quebrou o recorde de longevidade de musical proveniente do West End e da Broadway em Las Vegas. As roupas e o cenário do espetáculo em Vegas foram usados na produção brasileira em São Paulo.
A partir da estreia nos Estados Unidos, Mamma Mia! começou a ser encenado ao redor do mundo, em turnês nacionais e internacionais ou com espetáculos fixos em cidades como Sydney, Hamburgo, Tóquio, Seul, Madri, Stuttgart, Osaka, Cidade do México, Estocolmo, Antuérpia, Moscou e Milão, entre outros. O ano de 2010 viu sua estreia na Sérvia, África do Sul, Suíça, em Paris, em São Paulo e em 2011 ele estreou em Shangai, na China. Até o momento, o musical já foi apresentado em quatorze línguas diferentes. Uma das atrizes a interpretar 'Donna Sheridan', o papel principal, Lone van Roosendaal, já o fez em três países e três línguas diferentes, inglês, holandês e alemão.

## Prêmios e nomeações
No ano de seu lançamento na Inglaterra, Mamma Mia! recebeu quatro nominações ao Laurence Olivier Award, o mais importante prêmio do teatro britânico, para Melhor Musical, Melhor Atriz em Musical (Siobhan McCarthy), Melhor Atriz Coadjuvante em Musical (Louise Plowright) e Jenny Galloway, que venceu como Melhor Atriz Coadjuvante em Musical.
Em 2002, nos Estados Unidos, recebeu quatro indicações ao Prêmio Tony, o mais importante do teatro norte-americano: Melhor Livro de Musical (Catherine Johnson), Melhor Atriz em Musical (Louise Pitre), Melhor Atriz Coadjuvante em Musical (Judy Kaye) e Melhor Orquestração (Benny Andersson, Björn Ulvaeus e Martin Koch).

## Cinema
O sucesso do musical levou à produção do filme Mamma Mia!, com Meryl Streep, Pierce Brosnan e Amanda Seyfried nos papéis principais. Lançado em Portugal e no Brasil em setembro de 2009, o filme já arrecadou mais de U$600 milhões internacionalmente.